# Hydrillodes turbidalis
Hydrillodes turbidalis är en fjärilsart som beskrevs av Walker 1865. Hydrillodes turbidalis ingår i släktet Hydrillodes och familjen nattflyn. Inga underarter finns listade i Catalogue of Life.